# Mesagrion leucorrhinum
Mesagrion leucorrhinum es una especie de caballito del diablo.

## Características
Normalmente mide 4 cm, esta especie es un insecto veloz, puede batir sus alas con gran potencia, su vista es de 360° y alcanza distancias de 12 m.[cita requerida]

## Amenazas
La tala de bosques y la pérdida del hábitat son las principales amenazas para la especie, se reproduce en un área protegida, en el Parque nacional Sumapaz, está clasificado como vulnerable.[cita requerida]

## Hábitat
Esta especie es endémica de Colombia, concretamente vive en los departamentos de Antioquia, Boyacá, Cundinamarca y Meta, y sus hábitats naturales son húmedos, prefiere el agua dulce, viven cerca de los arroyos (incluye cascadas), bosques, humedales, lagos, lagunas, quebradas y ríos.